# (5392) Parker
(5392) Parker es un asteroide perteneciente a asteroides que cruzan la órbita de Marte, descubierto el 12 de enero de 1986 por Carolyn Shoemaker desde el Observatorio del Monte Palomar, Estados Unidos.
Es miembro de la familia asteroidal de Focea.

## Designación y nombre
Designado provisionalmente como 1986 AK. Fue nombrado Parker en honor al astrónomo aficionado estadounidense Don Parker, especialista en fotografía de alta resolución e imágenes CCD de Marte y Júpiter. A través de sus precisas imágenes, se han reconocido nuevas características en el planeta rojo. Sus investigaciones sobre atmósferas planetarias han mejorado la comprensión de los fenómenos meteorológicos allí.

## Características orbitales
Parker está situado a una distancia media del Sol de 2,349 ua, pudiendo alejarse hasta 3,154 ua y acercarse hasta 1,544 ua. Su excentricidad es 0,342 y la inclinación orbital 22,06 grados. Emplea 1315,43 días en completar una órbita alrededor del Sol.

## Características físicas
La magnitud absoluta de Parker es 12,7. Está asignado al tipo espectral Sl según la clasificación SMASSII.